# Helsinki Challenger 1987
L'Helsinki Challenger 1987 è stato un torneo di tennis facente parte della categoria ATP Challenger Series nell'ambito dell'ATP Challenger Series 1987. Il torneo si è giocato a Helsinki in Finlandia dal 9 al  novembre 1987 su campi in sintetico indoor.

## Vincitori

### Singolare
Grant Connell ha battuto in finale  Aleksandr Zverev con il punteggio di 7–6, 6–2

### Doppio
Peter Palandjian /  Bud Schultz hanno battuto in finale  Nicklas Utgren /  Pasi Virtanen con il punteggio di 7–6, 6–4